# Маляно Ветере
Маля̀но Вѐтере (на италиански: Magliano Vetere) е село и община в Южна Италия, провинция Салерно, регион Кампания. Разположено е на 650 m надморска височина. Населението на общината е 778 души (към 2010 г.).